# Apamea secalina
Apamea secalina är en fjärilsart som beskrevs av Jacob Hübner 1809. Apamea secalina ingår i släktet Apamea och familjen nattflyn. Inga underarter finns listade i Catalogue of Life.